# NGC 6142
NGC 6142 is een spiraalvormig sterrenstelsel in het sterrenbeeld Noorderkroon. Het hemelobject werd op 30 mei 1791 ontdekt door de Duits-Britse astronoom William Herschel.

## Synoniemen
- UGC 10366
- MCG 6-36-41
- ZWG 196.56
- KUG 1621+373
- PGC 57984